# チオモルホリンカルボン酸デヒドロゲナーゼ
チオモルホリンカルボン酸デヒドロゲナーゼ(thiomorpholine-carboxylate dehydrogenase)は、次の化学反応を触媒する酸化還元酵素である。
チオモルホリン-3-カルボン酸 + NAD(P)+ {\displaystyle \rightleftharpoons } 3,4-デヒドロチオモリホリン-3-カルボン酸 + NAD(P)H + H+
反応式の通り、この酵素の基質はチオモルホリン-3-カルボン酸とNAD+（またはNADP+）とH2O、生成物は3,4-デヒドロチオモリホリン-3-カルボン酸とNADH（またはNADPH）とH+である。
組織名はthiomorpholine-3-carboxylate:NAD(P)+ 5,6-oxidoreductaseで、別名にketimine reductaseがある。